# Maud Herbert
Maud Herbert (Fougères, 13 de marzo de 1974) es una deportista francesa que compitió en vela en las clases Lechner A-390 y Mistral.
Ganó cuatro medallas en el Campeonato Mundial de Mistral entre los años 1993 y 1996, y tres medallas en el Campeonato Europeo de Mistral entre los años 1993 y 1998.
Participó en dos Juegos Olímpicos de Verano, ocupando el cuarto lugar en Barcelona 1992 (Lechner A-390) y el octavo en Atlanta 1996 (Mistral).

## Palmarés internacional
| \| Campeonato Mundial \| Campeonato Mundial \| Campeonato Mundial \| Campeonato Mundial \| \| Año \| Lugar \| Medalla \| Clase \| \| ------------------ \| -------------------------- \| ------------------ \| ------------------ \| \| 1993 \| Kashiwazaki (Japón) \| Medalla de bronce \| Mistral \| \| 1994 \| Gimli (Canadá) \| Medalla de oro \| Mistral \| \| 1995 \| Port Elizabeth (Sudáfrica) \| Medalla de oro \| Mistral \| \| 1996 \| Haifa (Israel) \| Medalla de oro \| Mistral \| \| Campeonato Europeo \| \| \| \| \| Año \| Lugar \| Medalla \| Clase \| \| 1993 \| Nieuwpoort (Bélgica) \| Medalla de bronce \| Mistral \| \| 1996 \| Niza (Francia) \| Medalla de plata \| Mistral \| \| 1998 \| Maratón (Grecia) \| Medalla de oro \| Mistral \| |                            |                   |         |
| Campeonato Mundial |                            |                   |         |
| Año | Lugar                      | Medalla           | Clase   |
| 1993 | Kashiwazaki (Japón)        | Medalla de bronce | Mistral |
| 1994 | Gimli (Canadá)             | Medalla de oro    | Mistral |
| 1995 | Port Elizabeth (Sudáfrica) | Medalla de oro    | Mistral |
| 1996 | Haifa (Israel)             | Medalla de oro    | Mistral |
| Campeonato Europeo |                            |                   |         |
| Año | Lugar                      | Medalla           | Clase   |
| 1993 | Nieuwpoort (Bélgica)       | Medalla de bronce | Mistral |
| 1996 | Niza (Francia)             | Medalla de plata  | Mistral |
| 1998 | Maratón (Grecia)           | Medalla de oro    | Mistral |